# Municipio de Rockdale (Dakota del Sur)
El municipio de Rockdale (en inglés: Rockdale Township) es un municipio ubicado en el condado de Hand en el estado estadounidense de Dakota del Sur. En el año 2010 tenía una población de 148 habitantes y una densidad poblacional de 1,58 personas por km².

## Geografía
El municipio de Rockdale se encuentra ubicado en las coordenadas 44°24′26″N 99°8′7″O / 44.40722, -99.13528. Según la Oficina del Censo de los Estados Unidos, el municipio tiene una superficie total de 93.85 km², de la cual 93,72 km² corresponden a tierra firme y (0,14 %) 0,13 km² es agua.

## Demografía
Según el censo de 2010, había 148 personas residiendo en el municipio de Rockdale. La densidad de población era de 1,58 hab./km². De los 148 habitantes, el municipio de Rockdale estaba compuesto por el 98,65 % blancos y el 1,35 % eran de una mezcla de razas. Del total de la población el 0 % eran hispanos o latinos de cualquier raza.